# 元井須美子
元井 須美子（もとい すみこ、1959年9月25日 - ）は、日本の女優、声優。東京都出身。身長166cm、体重54kg。演劇集団 円所属。

## 来歴
1986年に円演劇研究所入所。1989年に演劇集団 円の会員に昇格。

## 人物
声種はアルト。
特技はジャズダンス、清元節、茶道。資格は普通自動車免許（ペーパー）。

## 出演

### テレビドラマ
- おしん（1983年、NHK） - 大畑佳子 役
- 教師びんびん物語（1988年、フジテレビ）
- 教師びんびん物語II 第11話「お母さんごめんね」（1989年、フジテレビ）
- さすらい刑事旅情編（1993年、テレビ朝日）
- 結婚前夜（1998年、NHK） - 楯夫の妻 役
- はぐれ刑事純情派（テレビ朝日）
  - 第12シリーズ（1999年） - 加藤理恵 役
  - （2000年） - 果歩ママ（クラブ「アモーレ」のママ） 役
  - （2000年） - 金子裕子 役
  - 第14シリーズ 第9話 オマケの男を愛した女！犯人は有名人！？（2001年）- 長谷川佳予子 役
  - 第15シリーズ 第7話（2002年） - 遠藤クミ 役
  - （2003年） ‐ 藤田真奈美 役
- 果つる底なき（2000年、フジテレビ） - 青山医師 役
- 指名手配（1998年 - 2000年、日本テレビ） - 中沢夏代 役
- はれ時々くもり（1999年、TBS） ‐ 津田敦子 役
- 世にも奇妙な物語 「リフレクション」（1992年、フジテレビ）
- 斜陽（1993年、テレビ東京）
- 牟田刑事官事件ファイル18（1993年、テレビ朝日）
- 殺意のバカンス1（1993年） - 西山多恵子 役
- 父系の指（1995年、TBS）
- 新・女弁護士 朝吹里矢子（1995年、テレビ朝日） - 勝又富士子 役
- わが町8（1997年、日本テレビ） - 岡村映子 役
- 小京都ミステリー24（1998年、日本テレビ） - 野辺朝子 役
- 心室細動（1998年、朝日放送） - 松岡の妻
- 弁護士・高林鮎子25（1999年、日本テレビ） - 真知
- 松本清張特別企画・危険な斜面 （2000年、TBS） - クラブのママ 役
- おばさんデカ 桜乙女の事件帖（2000年、フジテレビ） - 神崎ゆり子 役
- 松本清張スペシャル・内海の輪 （2001年、日本テレビ）
- 和泉教授夫妻シリーズ1（2001年、テレビ東京） - 多島キエ 役
- 優雅な悪事（2001年、テレビ東京） - ショップ店員 役
- 軽井沢ミステリー2（2002年、日本テレビ） ‐ 原口京子 役
- 温泉若おかみの殺人推理11（2002年、テレビ朝日） ‐ 内村久江 役
- 地方記者・立花陽介「津軽弘前通信局」（2002年、日本テレビ）
- ハマの静香は事件がお好き1（2003年、フジテレビ） ‐ 今村千佳の母 役
- 世直し公務員ザ・公証人（2003年、TBS） - 小柴美由紀 役
- ウルトラマンネクサス（2004年、TBS） - 斎田典子 役
- 弁護士・高林鮎子34（2005年、日本テレビ）
- 伝説の秋田犬 ハチ（2006年、日本テレビ） - お好 役
- 新聞記者・鶴巻吾郎1（2006年、テレビ朝日） ‐ 藤井涼子 役
- 作家・如月祥子の事件ルポ（2006年） - 斉藤昌子 役
- 京都迷宮案内（2006年、テレビ朝日） - 中澤留美子 役
- 鉄道警察官・清村公三郎（2006年、テレビ東京） - 大高美代子 役
- おいしいプロポーズ（2006年、TBS）
- 作家・如月祥子の事件ルポ（2006年、テレビ東京） - 斉藤昌子 役
- ウルトラマンメビウス 第48話（2007年、TBS） - キャスター 役
- 浅草ふくまる旅館（2007年、TBS） - 福丸あやめ 役
- 東京駅お忘れ物預り所（2007年、テレビ朝日） - 武本礼子 役
- 相棒 season6 第3話「蟷螂たちの幸福」（2007年11月7日、テレビ朝日） - 田橋美津代 役
- 必殺仕事人2009（2009年3月、テレビ朝日） ‐ 高田トヨ 役
- インディゴの夜（2010年、フジテレビ） - 明智弥生 役
- 新参者　第7話（2010年5月30日、TBS） - 高町弁護士 役
- ラストマネー -愛の値段- 第4話（2011年10月4日、NHK総合） - 山之内真澄 役
- ヤメ判 新堂謙介 殺しの事件簿2（2012年、TBS） ‐ 倉橋美恵子 役
- 100の資格を持つ女〜ふたりのバツイチ殺人捜査〜（2012年、テレビ朝日） - 由佳 役
- 東京スカーレット〜警視庁NS係（2014年、TBS）
- 新・旅行作家 茶屋次郎13（2016年1月20日、テレビ東京） - 女将 役
- 99.9-刑事専門弁護士- 第9話（2016年6月12日、TBS） - 皐月の母 役
- 特捜9 第11話（2019年6月26日、テレビ朝日）
- シガテラ 第5話（2023年5月6日、テレビ東京）
- まどか26歳、研修医やってます! 第9話・最終回（2025年3月11日・18日、TBS） - 吉岡花恵 役[3]

### テレビ番組
- マジカル頭脳パワー!! / マジカルミステリー劇場 第44話「演歌を聴く女」（1992年、NTV） - 伊集院麗子

### 映画
- 女がいちばん似合う職業（1990年）
- 七人のおたく（1992年）
- 評議（2006年） - 弁護人

### テレビアニメ
- 名探偵コナン（1996年、鈴木綾子〈初代〉）
- 妄想代理人（2004年）

### ラジオ
- 西遊妖猿伝（1989年、水蘭）

### CM
- 小田急 紳士服セール
- リクルート AB ROAD WEST（関西地区など。1994年 - ）
- 大日本除虫菊 水性キンチョール（2005年）※ 大滝秀治・岸部一徳らと共演
- INAX くるりんポイ排水口（2007年）※ 辻つとむ・森田浩一郎らと共演

### 舞台
※ 詳細については 公式プロフィール を参照。
- から騒ぎ
- 崑崙山の人々
- 囁谷シルバー男声合唱団
- ジュリアス・シーザー
- 天守物語
- '85カサノバ
- ハムレット
- 薔薇と海賊
- 光る時間
- ムーンチルドレン
- 雪まろげIII（1984年、芸術座）
- ロマンチックコメディ（パルコ劇場）